# Vaux-sur-Vienne
Vaux-sur-Vienne é uma comuna francesa na região administrativa da Nova Aquitânia, no departamento de Vienne. Estende-se por uma área de 7 km². Em 2010 a comuna tinha 544 habitantes (densidade: 77,7 hab./km²).